# Raising the Mammoth
Raising the Mammoth, pubblicato nel 2002, è il secondo disco degli Explorers Club.

## Tracce
1. Raising the Mammoth 1
2. Raising the Mammoth 2: AKA Prog-o-matic - Gigantipithicus (21:18)

## Formazione
- James LaBrie, voce
- Kerry Livgren, chitarra
- Marty Friedman, chitarra
- John Myung, basso
- Trent Gardner, tastiera
- Steve Walsh, tastiera
- Derek Sherinian, tastiera
- Terry Bozzio, batteria